# Морнарички истражитељи: Њу Орлеанс
Морнарички истражитељи: Њу Орлеанс или Маринци из Њу Орлеанса (енгл. NCIS: New Orleans) је америчка акциона полицијско-процедурална телевизијска серија која је почела са емитовањем 23. септембра 2014. током дванаесте сезоне серије Морнарички истражитељи. Пробне епизоде написао је Гери Гласберг. У серији играју Скот Бакула и ККХ Паундер. Радња серије и снимање је у Њу Орлеансу. Ово је четврта серија у франшизи "МЗИС". У фебруару 2021. ЦБС је објавио да ће седма сезона бити последња. Серија је завршена 23. маја 2021. чиме је постала прва серија у франшизи која је завршена.

## Опис
Серија Морнарички истражитељи: Њу Орлеанс прати рад измишљене екипе агената Морнаричко-злочинско истражитељске службе (МЗИС-а) са штабом у Њу Орлеансу у Луизијани коју воде надзорни посебни агент Двејн Касијус Прајд (Скот Бакула) и помоћна надзорна посебна агенткиња Хана Кури (Некар Задеган). Екипа се усредсређује на злочине везане за војску и морнарицу Сједињених држава, а њихово пордучје се простире од Мисисипија до Тексашке ручке. Под вођством Прајда на почетку раде раде Кристофер Ласејл (Лукас Блек), бивши заменик шерифа округа Џеферсоон кога је Прајд заврбовао после урагана Катрине, Мередит Броди (Зои Маклелан), агенткиња пребачена из теренске пословнице МЗИС-а на Великом језеру која је радила као посебна агенткиња на броду и која жели да остави своју прошлост иза себе па се преселила у Њу Орлеанс. Помажу им др. Лорета Вејд (ККХ Паундер), обдуценткиња округа Џеферсон, Себастијан Ланд (Роб Керкович), форензички стручњак који помаже Вејдовој и који је касније постао агент МЗИС-а и Патон Плејм (Дарил Мичел), рачунарски стручњак. У 2. сезони, Соња Перси (Шалита Грант), посебна агенткиња АДВОД-а која је помогла екипи у случају "Мамац" претходне сезоне, придружила се на сталној основи.
На крају 2. сезоне, случај домаћег терористичког напада и подмићеног посебног агента Министарства за унутрашњу безбедност доводи до реаговања које је кулминирало Бродином оставком из МЗИС-а на почетку треће сезоне. Након тога, посебна агенткиња ФБИ-а Тами Грегорио (Ванеса Ферлито) је послата да истражи Прајд и његову екипу, а касније је регрутована у МЗИС пошто јој је ФБИ дао отказ када је витални део њиховог случаја против нарко картела пошао по злу у току њеног вођења. Такође, Себастијан, кога је почео да занима теренски рад, завршава обуку у ЦОСОР-у и придружује се екипи као форензичар током сезоне.
Пред крај четврте сезоне, Персијева напушта екипу пошто је прихватила понуду да се придружи ФБИ. Убрзо након тога, Прајда рањава и умало убије осветољубива жена убице повезаног са случајем "Чиста вода" који је убијен у 3. сезони. Прајд се опоравио на почетку 5. сезоне, а касније прихватио унапређење у окружног посебног агента задуженог за промену темпа. На његово место долази посеба надзорна агенткиња Хана Кури (Некар Задеган), бивша обавештајна агенткиња која жели да се скраси и поново повеже са својом породицом.
У 6. сезони, Куријева је уназађена са места вође екипе пошто је прекршила пропис у заједничкој операцији са ФБИ-јем што је омогућило Прајду да се врати и поново заузме свој стари положај, а Куријева је остала као заменица. Такође током сезоне, Ласејлова потрага за нестанком његовог брата Кејда, а касније и убиство, довели су до његове смрти од стране истог убице. Пошто је освећен и ожаљен, убрзо бива замењен озлоглашеним недруштвеним посебним агентом Квентином Картером (Чарлс Мајкл Дејвис), фиксером кога бије глас да воли да ради сам и који се временом постепено загрева за екипу.
У 7. сезони, када је пандемија вируса "корона" бацила град Њу Орлеанс у неизвесност, заповедница СЗГ-а Рита Деверо (Челси Филд), Прајдова дугогодишња девојка и искусна правница, придружила се тужилаштву како би помогла у обнављању друштвене правде, а Прајд се придружује радној скупини коју је основала градоначелница како би се обновио град. Њих двоје су се на крају венчали у завршници серије.

## Улоге
- Скот Бакула као Двејн Касијус Прајд
- Лукас Блек као Кристофер Ласејл (сезоне 1−6)
- Зои Маклелан као Мередит Броди (сезоне 1−2)
- Роб Керкович као Себастијан Ланд
- ККХ Паундер као др. Лорета Вејд
- Дарил „Чил” Мичел као Патон Плејм (главни: сезоне 2−7; епизодни: сезона 1)
- Шалита Грант као Соња Перси (главни: сезоне 2−4; епизодни: сезона 1)
- Ванеса Ферлито као Тами Грегорио (сезоне 3−7)
- Некар Задеган као Хана Кури (сезоне 5−7)
- Чарлс Мајкл Дејвис као Квентин Картер (сезоне 6−7)
- Челси Филд као Рита Деверо (главни: сезона 7; епизодни: сезоне 3−6)

## Епизоде
| Сезона | Сезона | Епизоде | Емитовање           | Емитовање       |
| Сезона | Сезона | Епизоде | Почетак             | Крај            |
| ------ | ------ | ------- | ------------------- | --------------- |
|        | Увод   | 2       | 25. март 2014.      | 1. април 2014.  |
|        | 1      | 23      | 23. септембар 2014. | 12. мај 2015.   |
|        | 2      | 24      | 22. септембар 2015. | 17. мај 2016.   |
|        | 3      | 24      | 20. септембар 2016. | 16. мај 2017.   |
|        | 4      | 24      | 26. септембар 2017. | 15. мај 2018.   |
|        | 5      | 24      | 25. септембар 2018. | 14. мај 2019.   |
|        | 6      | 20      | 24. септембар 2019. | 19. април 2020. |
|        | 7      | 16      | 8. новембар 2020.   | 23. мај 2021.   |

### Унакрсне
| Укрштање између | Укрштање између                    | Епизода | Врста                     | Глумац/глумица | Датум емитовања     |
| Серија А | Серија Б                           | Епизода | Врста                     | Глумац/глумица | Датум емитовања     |
| --- | ---------------------------------- | --- | ------------------------- | --- | ------------------- |
| Морнарички истражитељи: Њу Орлеанс | Морнарички истражитељи             | "Музичар лечи себе" (Морнарички истражитељи: Њу Орлеанс 1.1)                                                                    | Појава лика               | Појављивање у серији А: Дејвид Макалум | 23. септембар 2014. |
| Екипа NCIS-а из Њу Орлеанса истражује откриће одсечене ноге у луци за коју се убрзо утврдило да припада недавно убијеном војном подофициру II класе коме је Прајд био учитељ треајући екипу да истражи злочин док Бродијева, која се придружила екипи NCIS-а из Њу Орлеанса за стално у епизоди Град полумесеца (2. део) серије Морнарички истражитељи, покушава да се уклопи у Њу Орлеанс док медицински вештак NCIS-а др. Доналд "Даки" Малард касније понуди Вејдовој и Прајду неки увид у случај. |                                    | |                           | |                     |
| Морнарички истражитељи: Њу Орлеанс | Морнарички истражитељи             | "Носач" (Морнарички истражитељи: Њу Орлеанс 1.2)                                                                                | Појава лика               | Појављивање у серији А: Мајкл Ведерли, Поли Перет, Роки Керол и Мередит Итон                                                                                               | 30. септембар 2014. |
| Када војни поручник на слободи погине у центру Новог Орлеанса кад га удари такси, екипа истражује шта се десило, али ствари ускоро добијају преокрет кад обдукција открије да је жртва умрла од бубонске куге, а смрт је повезана са могућим биотериристичким нападом на војни брод Џеронимо. Док екипа почиње да истражује оне на броду, они такое примају помоћ од директора NCIS-а Венса кад официрка ЦКБ-а Керол Вилсон и специјални агент NCIS-а Ентони "Тони" Динозо дођу у Њу Орлеанс да помогну на случају док се форензичка специјалисткиња Еби Шуто нуди да помогне на случају из Вашингтона. Екипа се трка са временом да би спречила могући ужасни напад да се деси и да открије ко је одговоран за напад у ком су двојица војника ппогинула, а још много опасно болесна. |                                    | |                           | |                     |
| Морнарички истражитељи: Њу Орлеанс | Морнарички истражитељи             | "Бекство из затвора" (Морнарички истражитељи: Њу Орлеанс 1.3)                                                                   | Појава лика               | Појављивање у серији А: Марк Хармон и Роки Керол | 7. октобар 2014.    |
| Кад се аутобус срушио у прокоп што је исходовало да три затвореника која су превожена у војни затвор у Чарлстону побегну и да три чувара и још један затвореник погину, одељење из Новог Орлеанса истражује и ускоро откривају да је један од тих тражени злочинац који представља претњу државној безбедности, а екипа касније открива да је кртица одговорна за цело стање. Директор Морнарички истражитељи-а Венс и Прајдов друг, колега специјални агент NCIS-а Лерој Џетро Гибс помажу у истрази која касније доводи Прајда у обрачун са кртицом и угрожава живот Бродијеве. |                                    | |                           | |                     |
| Морнарички истражитељи: Њу Орлеанс | Морнарички истражитељи             | "Десило се синоћ" (Морнарички истражитељи: Њу Орлеанс 1.5)                                                                      | Појава лика               | Појављивање у серији А: Роки Керол и Џо Спано | 21. октобар 2014.   |
| Када је главни водник I класе специјализован за контраобавештајство пронађен мртав, након што је удављен у води, екипа истражује и ускоро открива да је жртвин жена отета и да се захтева откуп док специјални агент ФБИ-ја Тобијас Форнел долази у Њу Орлеанс да помогне Прајду и екипи у истрази. |                                    | |                           | |                     |
| Морнарички истражитељи: Њу Орлеанс | Морнарички истражитељи             | "Понор" (Морнарички истражитељи: Њу Орлеанс 1.12)                                                                               | Појава лика               | Појављивање у серији А: Дајен Нил | 13. јануар 2015.    |
| Екипа NCIS-а се спаја са Истражном службом обалске страже да истражи дупло убиство на истраживачком броду када је адмиралова ћерка постала главна осумњичена у случају. Специјални агент Ебигејл Борин из ИСОС-а долази у град и помаже екипи на случају. У међувремену, Ласејл проналази свог отуђеног брата. |                                    | |                           | |                     |
| Морнарички истражитељи: Њу Орлеанс | Морнарички истражитељи             | "Мртвац који хода" (Морнарички истражитељи: Њу Орлеанс 1.13)                                                                    | Појава лика               | Појављивање у серији А: Дајен Нил | 3. фебруар 2015.    |
| Војни поручник-командир и Прајдов друг тражи од Прајда да реши његово убиство које ће се десити након што је открио да је отрован смртоносном дозом зрачења па се екипа из агент ИСОС-а Ебигејл Борин спајају да открију ко га је отровао и зашто. |                                    | |                           | |                     |
| Морнарички истражитељи: Њу Орлеанс | Морнарички истражитељи             | "Рок-А-Бај-Бејби" (Морнарички истражитељи: Њу Орлеанс 1.20)                                                                     | Појава лика               | Појављивање у серији А: Дајен Нил | 14. април 2015.     |
| Беба војног командира је отета након што ју је он оставио у колима док је ишао у куповину терајући екипу да покрене потрагу за бебом док се агент ИСОС-а Ебигејл Борин враћа у град да им помогне на случају. |                                    | |                           | |                     |
| Морнарички истражитељи: Њу Орлеанс | Морнарички истражитељи             | "Додир Сунца" (Морнарички истражитељи: Њу Орлеанс 2.3)                                                                          | Појава лика               | Појављивање у серији А: Лесли Хоуп | 6. октобар 2015.    |
| Екипа истражује кад се срушио авион војне пилоткиње. У међувремену, Вејдова име неких породичних потешкоћа. |                                    | |                           | |                     |
| Морнарички истражитељи | Морнарички истражитељи: Њу Орлеанс | "Сестрински град (1. део)" (Морнарички истражитељи 13.12)"Сестрински град (2. део)" (Морнарички истражитељи: Њу Орлеанс 2.12)   | Дводелна унакрсна епизода | Појављивање у серији A: Скот Бакула, Лукас Блек, Зои Маклелан и Шалита ГрантПојављивање у серији Б: Марк Хармон, Поли Перет, Брајан Дицен, Емили Викершом и Дејвид Макалум | 5. јануар 2016.     |
| Након што је петоро људи пронађено мртво у току авионског лета, екипа истражује како су умрли. Ипак, случај добија преокрет кад Двејн Прајд позове и открије да је један од путника био Лука Шуто, Ебин брат, оствљјући екипу да сазна не само где је лука, него и да ли је умешан у напад. У међувремену, Тони потврђује да су он и Зои раскинули.Ели Бишоп путује у Њу Орлеанс да би помогла агенту Прајду да истражи руског шпијуна спавача који је повезан са Ебиним братом Луком. |                                    | |                           | |                     |
| Морнарички истражитељи | Морнарички истражитељи: Њу Орлеанс | "Пандорина кутија (1. део)" (Морнарички истражитељи 14.15)"Пандорина кутија (2. део)" (Морнарички истражитељи: Њу Орлеанс 3.14) | Дводелна унакрсна епизода | Појављивање у серији A: Скот Бакула и Лукас БлекПојављивање у серији Б: Марк Хармон, Шон Мареј и Вилмер Валдерама                                                          | 14. фебруар 2017.   |
| Након што је Ебина екипа из Државне безбедности угрожена и након што је она пронађена у поседу бомбе, екипа Морнарички истражитељи-а открива да је вођа скупа убијен и да је таблет са теоријом тероризма украден.На захтев специјалног агента Лероја Џетра Гибса специјални агенти Тимоти Макги и Николас Торес путују у Њу Орлеанс да помогну Прајду и његовој екипи да поврате украдену терористичку бележницу. У деловању помажу Торес и Гергориова са теренског положаја. |                                    | |                           | |                     |
| Морнарички истражитељи: Њу Орлеанс | Морнарички истражитељи             | "Видимо се ускоро" (Морнарички истражитељи: Њу Орлеанс 5.1)                                                                     | Појава лика               | Појављивање у серији А: Марк Хармон | 25. септембар 2018. |
| Док се Прајд бори за живот на интензивној нези, остатак екипе тражи Амелију Парсонс да га не би докрајчила. |                                    | |                           | |                     |

## Продукција

### Развој
У септембру 2013. године, серија Морнарички истражитељи: Њу Орлеанс представљена је у виду дводелне пробне епизоде у оквиру једанаесте сезоне серије Морнарички истражитељи. Епизоде Град полумесеца (1. део) и Град полумесеца (2. део) написао је Гери Гласберг, а оне су емитоване 25. марта и 1. априла 2014. године чиме је почео други огранак серије Морнарички истражитељи стациониран радњом у Њу Орлеансу. Морнарички истражитељи: Њу Орлеанс је покренут као серије 9. маја 2014. године, а почео 23. септембра исте на каналу ЦБС. 27. октобра 2014. године, ЦБС је поручио да серија буде у целој сезони од 23 епизоде. 12. јануара 2015. године, серија је продужена за другу сезону која је почела 22. септембра исте године. Морнарички истражитељи: Њу Орлеанс је продужен за трећу сезону 25. марта 2016. године која је почела 20. септембра исте. Трећа сезоне је била последња сезона коју је продуцирао творац и директор серије Морнарички истражитељи: Њу Орлеанс Гери Гласберг пре него што је умро 28. септембра исте године. Морнарички истражитељи: Њу Орлеанс је продужен за четврту сезону 23. марта 2017. године и она је почела 26. септембра исте године. Морнарички истражитељи: Њу Орлеанс је продужен у пету сезону 18. априла 2018. године и она је почела 25. септембра исте. Морнарички истражитељи: Њу Орлеанс је продужен за шесту сезону 22. априла 2019. године и она је почела 24. септембра исте. Дана 6. маја 2020. године, Морнарички истражитељи: Њу Орлеанс продужен је за седму сезону и она је почела 8. новембра исте године. Дана 17. фебруара 2021. објављено је да ће седма сезона бити последња, а последња епизода ће бити емитована 23. маја 2021.

### Избор глумаца
У фебруару 2014. године, Скот Бакула, ККХ Паундер и Зои Маклелан изабрани су да тумаче улоге Двејна Прајда, Лорете Вејд и Мередит Броди. Лукас Блек и Роб Керкович су им се продружили као Кристофер Ласејл и Себастијан Ланд. У јуну 2015. године, часопис Холивудски рок објавио је да су Дарил Мичел и Шалита Грант унапређени у главну поставу на почетку друге сезоне.
У јулу 2016. године, Зои Маклелан, која је тумачила посебну агенткињу Мередит Боди, напустила је серију из "уметничких разлога", а Ванеса Ферлито се придружила главној постави као посебна агенткиња Тами Грегорио.
У јануару 2018. године, најављено је да ће Шалита Грант, која је тумчичла посебну агенткињу Соњу Перси, напустити серију крајем четврте сезоне. У августу 2018. године, најављено је да ће се Некар Задеган придружити главној постави у петој сезони као посебна агенткиња Хана Кури.
Године 2018. Џејсон Алан Карвел је добио улогу Џејмса Едвина „Џимија“ Бојда који је полубрат посебног агента МЗИС-а Двејна Прајда. Повремено је понављао своју улогу све до краја серије 2021.
У новембру 2019. године, Лукас Блек, који је тумачио агента Кристофера Ласејла, напустио је серију после шесте епизоде шесте сезоне. Дана 5. фебруара 2020. године, најављено је да је Чарлс Мајкл Дејвис добио улогу Квентина Картера и да ће се придружити главној постави. Дана 29. септембра 2020. године, најављено је да је Челси Филдс унапређена у главну поставу у седмој сезони после тумачења епизодне улоге од треће до шесте сезоне.

### Контраверза
Бред Керн је преузео место директора серије Морнарички истражитељи: Њу Орлеанс у јануару 2016. године. За годину дана постао је жижа две истраге у вези неприкладног понашања према женама. Дана 17. маја 2018. године, објављено је да Бред Керн напушта место извршног продуцента и директора серије, али ће остати саветник продукције док га је Кристофер Силбер заменио на месту директора серије. Керн је удаљен са рада на серији у јуну 2018. године јер је ЦБС покренуо трећу истрагу због наводног узнемиравања. Керн је добио отказ од ЦБС-а у октобру 2018. године.

## Емитовање
Серија Морнарички истражитељи: Нови Орлеанс је премијерно приказан на ЦБС-у у Сједињеним Државама у уторак 23. септембра 2014. уз премијеру дванаесте сезоне серије Морнарички истражитељи као увод. Друга сезона је премијерно приказана 22. септембра 2015.. Трећа сезона је премијерно приказана 20. септембра 2016. Четврта сезона је премијерно приказана 26. септембра 2017. Пета сезона је премијерно приказана у септембру 25. 2018. Шеста сезона је премијерно приказана 24. септембра 2019. Серија Морнарички истражитељи: Нови Орлеанс је истовремено емитована на Глобалу у Канади. У Аустралији, серија је премијерно приказана на Мрежи 10 7. октобра 2014. Серија Морнарички истражитељи: Нови Орлеанс је првобитно продата Каналу 5 у Великој Британији где је премијерно приказана 13. фебруара 2015. и емитован четири сезоне пре него што се преселила на Фок УК почевши од 20. јула 2018. Серија се емитовала на Прајму на Новом Зеланду, на AXN-у у Индији и на Фоксу у југоисточној Азији. Дана 2. априла 2015. серија је почела да се емитује на јужноафричком М-Нету, кабловску ТВ услугу и такође је емитована у неколико других подсахарских афричких држава путем ДСтв-а.

### Репризирање
У августу 2015. серија Морнарички истражитељи: Нови Орлеанс је почела да се емитује на TVOne Pakistan.
У децембру 2017. репризе серије почеле су да се емитују на ТНТ-у и FХ-у.
У јануару 2021. репризе серије почеле су да се емитују на Ион телевизији.

## Гледаност
| Сезона | Време емитовања                            | Број епизода | Почетак             | Почетак                | Крај            | Крај                   | TВ Сезона | Место | Гледаоци (у милионима) |
| Сезона | Време емитовања                            | Број епизода | Датум               | Гледаоци (у милионима) | Датум           | Гледаоци (у милионима) | TВ Сезона | Место | Гледаоци (у милионима) |
| ------ | ------------------------------------------ | ------------ | ------------------- | ---------------------- | --------------- | ---------------------- | --------- | ----- | ---------------------- |
| 1      | Уторком у 21:00                            | 23           | 23. септембар 2014. | 17.22                  | 12. мај 2015.   | 13.61                  | 2014−15   | 4     | 17.42                  |
| 2      | Уторком у 21:00                            | 24           | 22. септембар 2015. | 12.62                  | 17. мај 2016.   | 13.30                  | 2015−16   | 6     | 14.75                  |
| 3      | Уторком у 22:00                            | 24           | 20. септембар 2016. | 11.12                  | 16. мај 2017.   | 9.22                   | 2016−17   | 10    | 13.34                  |
| 4      | Уторком у 22:00                            | 24           | 26. септембар 2017. | 8.78                   | 15. мај 2018.   | 9.44                   | 2017−18   | 13    | 12.22                  |
| 5      | Уторком у 22:00                            | 24           | 25. септембар 2018. | 8.97                   | 14. мај 2019.   | 6.93                   | 2018−19   | 18    | 10.83                  |
| 6      | Уторком у 22:00                            | 20           | 24. септембар 2019. | 6.66                   | 19. април 2020. | 6.24                   | 2019−20   | 22    | 9.58                   |
| 7      | Недељом у 21:00 (1−7) Недељом 22:00 (8−16) | 16           | 8. новембар 2020.   | 4.65                   | 23. мај2021.    | 5.18                   | 2020−21   | 27    | 7.22                   |

### Критички пријем
Серија Морнарички истражитељи: Лос Анђелес је добила различите критике критичара. Агрегатор рецензија Rotten Tomatoes даје првој сезони серије оцену од 65% на основу 26 рецензија са просечном оценом 5,4/10. Консензус странице гласи: „Са солидном глумачком поставом на прелепом месту, серија Морнарички истражитељи: Лос Анђелес чини да проширење ове похабане франшизе изгледа као Биг Еаси.“ Metacritic даје серији оцену 55 од 100 на основу 15 критичара што указује на „мешовите или просечне критике“.
Крајем септембра 2014. новинар часописа Гужвањац Џејсон Хјуз прегледао је прву епизоду серије и похвалио музику, коришћење града Новог Орлеанса и одлуку ЦБС-а да постави Скота Бакулу као „једног од најсимпатичнијих водећих људи на телевизији."
Дејвид Хинкли из часописа Новојоршке дневне вести дао је помешан, али критички осврт на прву епизоду, рекавши да овде постоји „арома Града полумесеца. Али у широј слици, није много тога на овом избору непознато." Лиз Шенон Милер и Бен Траверс из часописа индивајер рекли су да је серија попут „обелиска из 2001: Одисеја у свемиру, узбуђујуће и неизбежно присуство у серији на ЦБС-у: Овде је. Увек је био овде. Заувек ће и бити."

### Међународна критика
У априлу 2019. ЦБС је објавио радњу првог дела завршнице пете сезоне серије под називом „Река Стикс (1. део)“ који ће се делимично одиграти у отцепљеној Републици Јужној Осетији, окружењу међународно признатом као део Грузије, али признату и као независну државу од стране Русија, Науруа, Никарагве, Венецуеле и Сирије. Када је у серији описивано окружење Јужне Осетије, окружење је названо као "ратом разорена руска провинција" што је изазвало забринутост грузијске владе. Председница Грузије Салом Зурабишвили је 22. априла 2019. објавила на Твитеру:
Предстојећа епизода серије @NCISNewOrleans која ће приказати „Јужну Осетију“ #Грузије као „руску провинцију“ је забрињавајућа. Ова грешка у синопсису је неодговорна и позивамо @CBS сценаристе серије да поштују подручну целовитост Грузије и изврше неопходне исправке.
Ни ЦБС ни продуценти серије нису одговорили на председникову опаску. Међутим, у опису другог дела завршнице под називом „Река Стикс (2. део)“ се не помиње Русија иако се епизода још увек дешава у Јужној Осетији.

## Напомена
1. ↑  Од 11. епизоде 6. сезоне, епизоде се емитују недељом у 22:00.